# Credo (Stravinsky)
Credo (White-catalogus 63) is een compositie van Igor Stravinsky voor koor a capella in het Slavisch, gecomponeerd in 1932. Het werk is bestemd voor liturgisch gebruik in de Russisch-orthodoxe Kerk.
In 1949 zette Stravinsky het werk op een Latijnse tekst; in 1964 maakte hij vervolgens een bewerking van de oorspronkelijk Slavische versie.

## Geselecteerde discografie
'Credo' (versie 1964) door de Gregg Smithy Singers o.l.v. Gregg Smith ('Igor Stravinsky Edition' in het deel 'Sacred Works', 2cd's Sony Classical SM2K 46301)